# Discosura
Genre
Discosura est un genre d'oiseaux-mouches (la famille des Trochilidés) de la sous-famille des Lesbiinae et de la tribu des Lesbiini.

## Liste des espèces
D'après la classification de référence (version 2.5, 2010) du Congrès ornithologique international, ce genre est constitué des espèces suivantes (par ordre phylogénique) :
- Discosura popelairii – Coquette de Popelaire
- Discosura langsdorffi – Coquette de Langsdorff
- Discosura letitiae – Coquette de Letizia
- Discosura conversii – Coquette à queue fine
- Discosura longicaudus – Coquette à raquettes